# Srednji šeststrani heksekontaeder
| Srednji šeststrani heksekontaeder                | Srednji šeststrani heksekontaeder                       |
| ------------------------------------------------ | ------------------------------------------------------- |
|                                                  |                                                         |
| Vrsta                                            | zvezdni polieder                                        |
| Elementi                                         | F = 60, E = 180, V =104 ({\displaystyle \chi \,} = -16) |
| Grupa simetrije                                  | I, [5,3]+, 532                                          |
| Sklici                                           | DU46                                                    |
| prirezan ikozidodekadodekaeder (dualni polieder) |                                                         |

Srednji šeststrani heksekontaeder je nekonveksni izoederski polieder. Njegovo dualno telo je uniformni prirezan ikozidodekadodekaeder.

## Vir
- Wenninger, Magnus (1983), Dual Models, Cambridge University Press, ISBN 978-0-521-54325-5, MR730208